# Reinga aucklandensis
Reinga aucklandensis är en spindelart som först beskrevs av Marples 1959.  Reinga aucklandensis ingår i släktet Reinga och familjen Amphinectidae. Inga underarter finns listade i Catalogue of Life.